# Кальныш, Наталья Олеговна
Наталья Олеговна Кальныш (род. 2 июля 1974, Кривой Рог, Днепропетровская область) — украинская спортсменка, которая специализируется на стрельбе из винтовки, заслуженный мастер спорта Украины. Серебряный и бронзовый призёр чемпионата мира в личном зачёте (2002), четырёхкратная участница Олимпийских игр (лучшее место — 8).

## Биография
Родилась 2 июля 1974 года в городе Кривой Рог.
Начала спортивный путь в секции пулевой стрельбы спортивного клуба «Северный» СевГОКа в Кривом Роге в 1986 году под руководством тренера Скуратовского Александра Леонтьевича. В 1990 году выполнила норматив Мастера спорта Украины. С 1993 года и по настоящее время является членом сборной команды Украины. В 1994 году получила звание «Мастера спорта Украины международного класса». В 1997—2002 годах училась в Днепропетровском государственном институте физической культуры и спорта. В 2000 году, переехав в Днепропетровск на постоянное место жительства, продолжила тренировки в стрелковом тире СК «Метеор». В том же году стала членом Днепропетровской областной школы высшего спортивного мастерства.
Первый большой успех в стрельбе имел место в 1999 году, она завоевала золотую медаль чемпионата Европы. Дебютировав в 2000 году на Олимпиаде в Сиднее, принимала участие в трёх турнирах Олимпийских игр. Лучший результат — восьмое место на Олимпийских играх в Афинах 2004 года. На её счету 35 медалей разного достоинства только на чемпионатах Европы и мира. Рекордсменка мира по стрельбе из малокалиберной винтовки на дистанции 50 м, упражнение МВ-5 (лёжа, стоя и с колена).

## Награды
- Стипендия Кабинета министров Украины (19 января 2011)[3];
- Орден княгини Ольги 3-й степени (21 января 2020)[4].